# Klaus Brodbeck
Klaus Brodbeck (* 6. Mai 1956 in Knittlingen) ist ein deutscher Kommunalpolitiker. Von 2000 bis 2008 war er Landrat des Ortenaukreises.

## Leben
Nach Abschluss seines Studiums an der Hochschule für öffentliche Verwaltung in Kehl 1977 als Diplom-Verwaltungswirt wirkte Brodbeck bis 1985 bei der Gemeindeprüfungsanstalt Baden-Württemberg. Anschließend war er bis 2000 Bürgermeister von Renchen.
Von 2000 bis 2008 war Brodbeck Landrat des Ortenaukreises. In dieser Zeit war er Sprecher der deutschen Seite und Verhandlungsführer bei der Gründung des Eurodistrikts Strasbourg-Ortenau. Von  2001 bis 2004 war Brodbeck zugleich Aufsichtsratsvorsitzender der Schwarzwald Tourismus GmbH. Während seiner Amtszeit wurde die Neustrukturierung des Tourismusmarketings für den gesamten Schwarzwald in Angriff genommen und umgesetzt.
Seit 1994 nimmt Brodbeck Lehraufträge an der Hochschule Kehl wahr, wo er auch Vorsitzender des „Vereins der Freunde“ ist. Seit 2008 ist er als selbständiger Kommunal- und Unternehmensberater tätig.
Von Frühjahr 2014 bis Ende Januar 2015 war Brodbeck Beauftragter des Freistaats Thüringen im Unstrut-Hainich-Kreis. Seine Aufgabe bestand darin, die desolate Haushaltswirtschaft des Landkreises in geordnete Bahnen zu lenken.
Bei der Landtagswahl in Baden-Württemberg 2016 kandidierte Brodbeck für die FDP im Landtagswahlkreis Kehl, verfehlte jedoch den Einzug in den Landtag.
Brodbeck ist seit 1986 Vorsitzender der Grimmelshausenfreunde Renchen e.V. Seit 1986 ist Brodbeck Vorsitzender der Stiftung Grimmelshausenarchiv.  Gemeinsam mit Martin Bircher und Christian Juranek entwickelte er das 1998 eingeweihte Simplicissimus-Haus. Das Simplicissimus-Haus würdigt den Barockdichter Hans Jakob Christoffel von Grimmelshausen, der in den Jahren von 1667 bis 1676 Schultheiß von Renchen war. Gemeinsam mit dem ehemaligen Bürgermeister der Stadt Gelnhausen, Jürgen Michaelis, initiierte er den Grimmelshausenpreis, der 1993 zum ersten Mal verliehen wurde.

## Ehrungen und Auszeichnungen
Für seine Verdienste um die Kulturpflege in der Stadt Renchen wurde Brodbeck im Jahr 2011 mit dem Goldenen Grimmelshausentaler ausgezeichnet.
Im November 2021 wurde Brodbeck von der öffentlichen Hochschule für Verwaltung in Kehl zum Ehrensenator ernannt.

## Schriften (Auswahl)
- Klaus Brodbeck: Zur Grundsteinlegung des Simplicissimus-Hauses. In: Die Ortenau : Zeitschrift des Historischen Vereins für Mittelbaden. Verlag des Historischen Vereins für Mittelbaden, Offenburg 2001, ISSN 0342-1503, S. 237–244.
- Klaus Brodbeck: Grimmelshausen im Spiegel zeitgenössischer Denkmäler, Gedenkstätten und Kunstwerke in der Ortenau. In: Simplicissimus heute: ein barocker Schelm in der Kunst des 20. Jahrhunderts. / [Ausstellung und Katalog: Martin Bircher …]. Herzog August Bibliothek, Wolfenbüttel 1990, ISBN 3-88373-058-0, S. 56–58.
- Ist der Beruf des Bürgermeisters auf Dauer attraktiv? In: Zeitschrift KommunalPraxis. Heft Nr. 4/95, S. 79.
- Personalauswahlverfahren. In: Zeitschrift KommunalPraxis. Heft Nr. 7/97.
- Kommunales Steuer- und Finanzsystem im US-Bundesstaat Michigan - ein Vorbild oder "Just another way of life?" In: Die Gemeinde - Zeitschrift für die Städte und Gemeinden. Heft 13/98, S. 445.
- Kommunale Wirtschaftsförderung - Möglichkeiten und Grenzen. In: Zeitschrift KommunalPraxis. Heft 6/98, S. 174.
- Kosten- und Leistungsrechnung. In: Die Gemeinde - Zeitschrift für die Städte und Gemeinden. Heft 4/99, S. 131.
- Die Rolle der Kommunen bei der Umsetzung der Energiewende in Kommunale Nachhaltigkeit. Jubiläumsband zum 40-jährigen Bestehen der Hochschule Kehl und des Ortenaukreises. Nomos Verlag, Baden-Baden 2013, ISBN 978-3-8487-0176-6.